# ویلیام راسل (هنرپیشه آمریکایی)

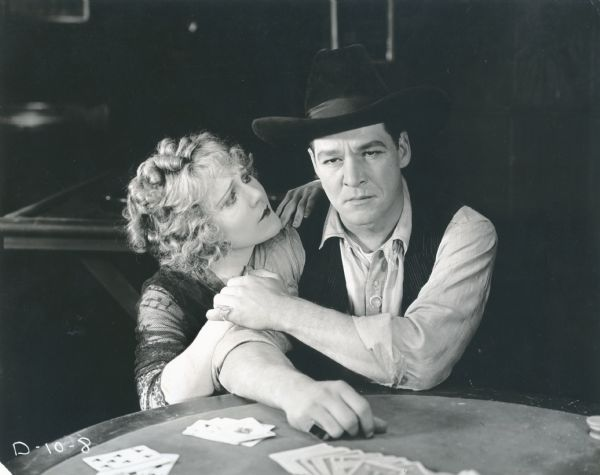

ویلیام راسل (انگلیسی: William Russell؛ ۱۲ آوریل ۱۸۸۴ – ۱۸ فوریهٔ ۱۹۲۹) هنرپیشه، کارگردان فیلم و فیلم‌نامه‌نویس اهل ایالات متحده آمریکا بود.

## بخشی از فیلمشناسی
- دیوید کاپرفیلد (۱۹۱۱)
- ستاره بیت‌اللحم (۱۹۱۲)
- معضل (۱۹۱۴)
- تروبرد (۱۹۱۶)
- قدرت دونالد مکنزی (۱۹۱۶)
- آنا کریستی (۱۹۲۳)
- زن مطلوب (۱۹۲۷)